# Nikolai Volkoff
Josip Hrvoje Peruzović (14. oktober 1947 - 29. juli 2018)  , bedre kendt under hans ringetegn Nikolai Volkoff, var en kroatisk-amerikansk professionel wrestler, der var bedst kendt for sine forestillinger i World Wrestling Federation (WWF). Selvom Volkoff-karakteren ofte blev fremstillet som en skurkagtig russer, stammede Peruzović fra Jugoslavien.  